# Kotter’s Racing Team
Kotter’s Racing Team war ein deutsches Profi-Radsportteam, das von 1981 und 1982 bestand. Bis 1991 wurden unter dem Namen Kotter noch Einzelfahrer gesponsert.

## Geschichte
Mit Kotter’s Racing Team gründete Konrad Kotter ein neues Radsportteam und setzte sein Engagement im Radsport fort, nachdem er zwei Jahre zuvor die Mannschaft Kondor gegründet hatte, die Ende 1980 wieder aufgelöst wurde.
Es wurde vom Unternehmer Konrad Kotter aus Schechingen in Württemberg gegründet und im Wesentlichen auch finanziert. Seine Firma produzierte Rohre, Rahmen für Rennräder und auch Kompletträder unter dem Namen Albuch Kotter. Unter dem Namen Kondor hatte er zuvor italienischen Rahmen und auch Kompletträder in Deutschland vertrieben. Nach dem Konkurs von Kondor ging die Firma in andere Hände (Albuch Fahrradfabrik GmbH in Böhmenkirch) über.
Kotters Zielstellung bei der Gründung der Mannschaft war es, um Dietrich Thurau eine Mannschaft zu bilden, die spätestens 1983 bei der Tour de France starten sollte. Gerade aber mit Thurau erlebte er einige Enttäuschungen, dessen Vertrag wurde vorzeitig aufgelöst. 1982 bestritt das Team bis auf das Rennen Mailand–San Remo alle Monumente des Radsports.
Ende 1982 hatte Kotter wegen ausbleibender Erfolge die Mannschaft weitgehend aufgelöst. Ab 1983 fehlte eine echte Teamstruktur und es wurden nur wenige, einzelne Fahrer gesponsert. Bis 1987 blieb Kotter Sponsor der verbliebenen Fahrer, danach wurde das Sponsoring bis 1991 von der Firma Albuch Kotter weiter geführt, wobei es nur noch um einzelne Fahrer und Gastfahrer ging. Die letzten Fahrer, die für Kotter’s - Albuch fuhren, waren Martin Penc und Teodor Cerny.

## Erfolge
1981
- Prolog und eine Etappe Deutschland-Rundfahrt
- eine Etappe Tirreno–Adriatico

## Bekannte ehemalige Fahrer
- Dietrich Thurau (1981–1982)
- Roy Schuiten (1981)
- Hans-Peter Jakst (1981)
- Martin Penc